# 聖博爾哈區

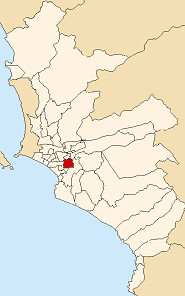

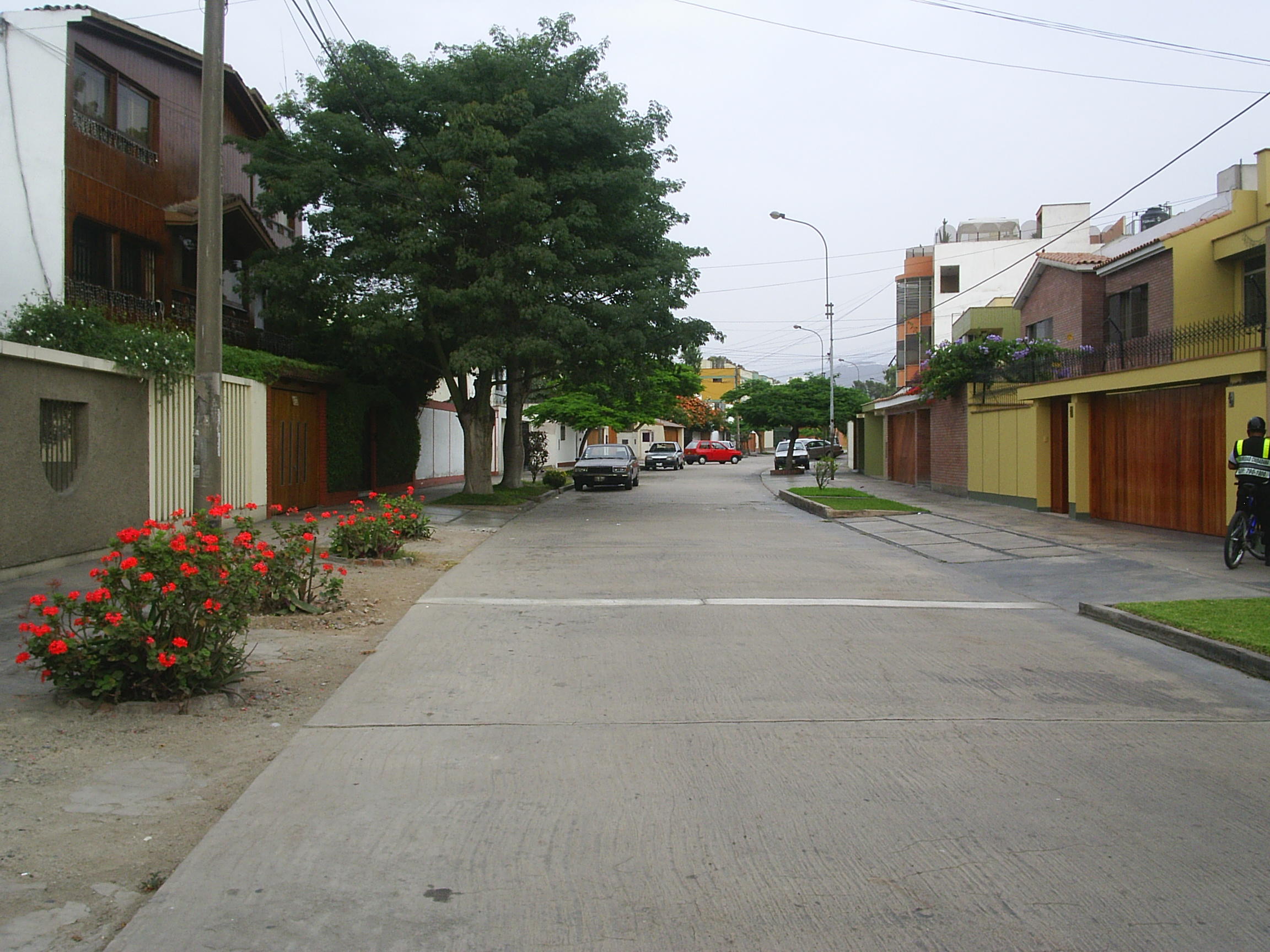

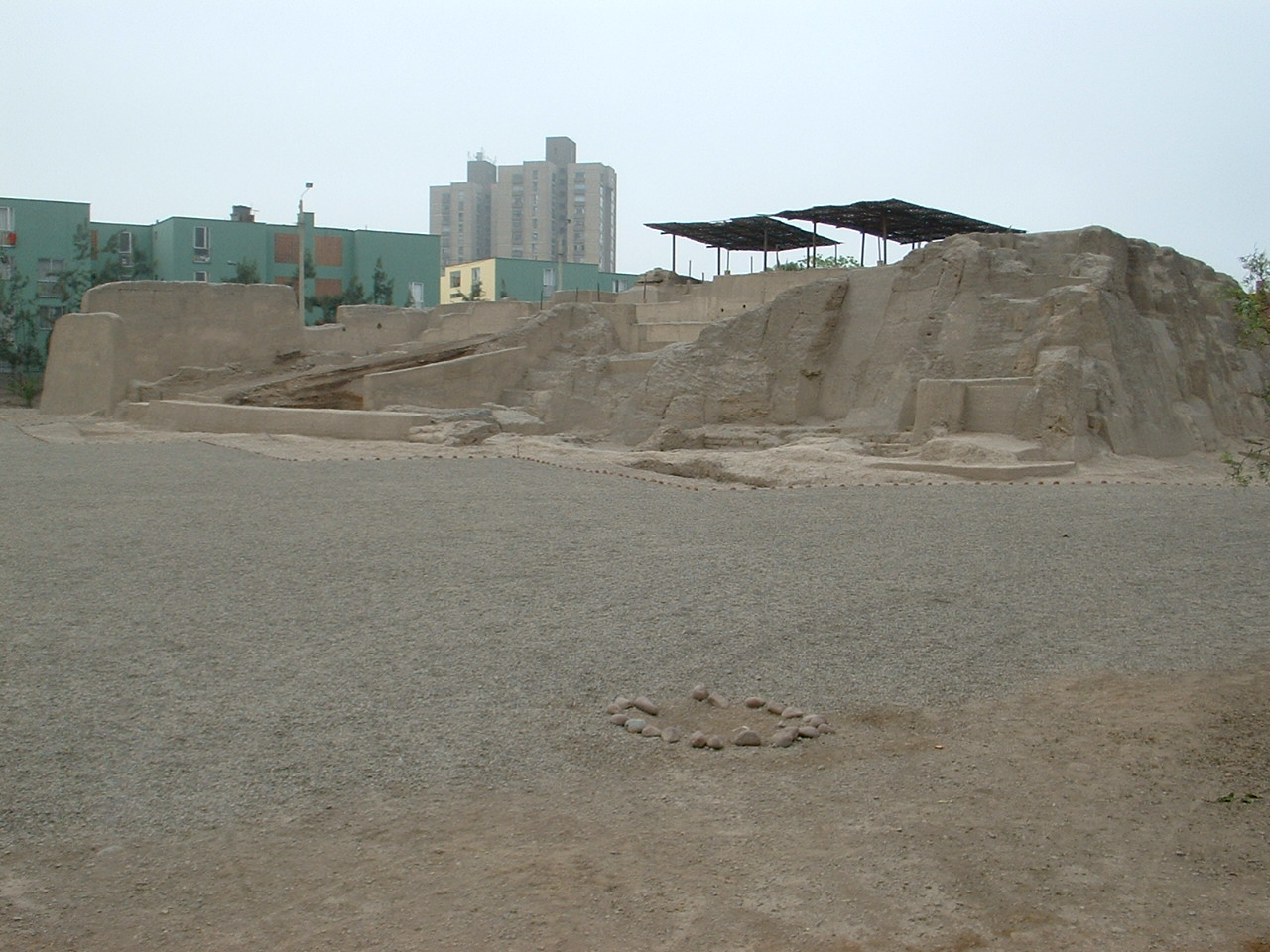

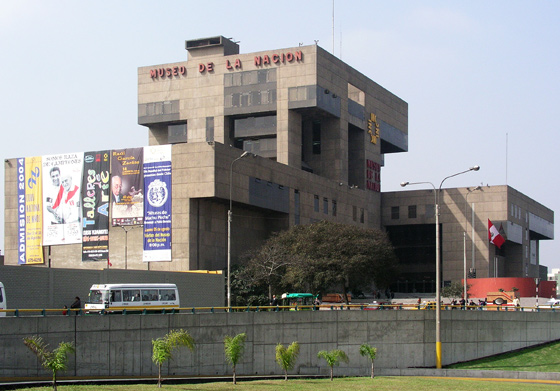

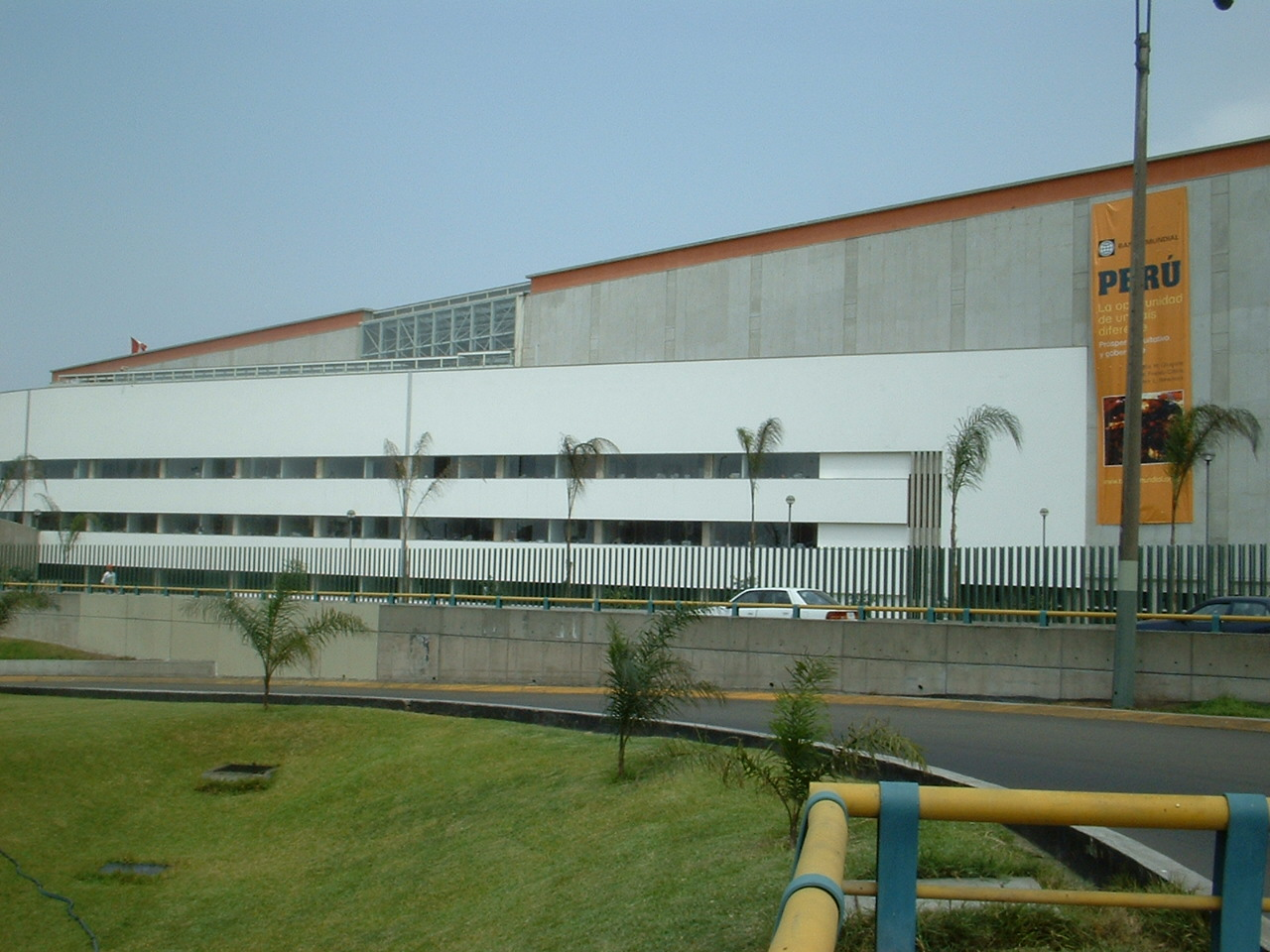

12°6′S 77°1′W / 12.100°S 77.017°W
聖博爾哈區（西班牙語：Distrito de San Borja），是秘魯的一個區，位於該國西部利馬大區的利馬省，始建於1983年6月1日，面積9.96平方公里，海拔高度170米，2005年人口102,762，人口密度每平方公里10,000人。